# Mariano Gómez González
Mariano Gómez González (Huércal-Overa, Almería, 1883-Buenos Aires, 1951) fue un jurista español que ocupó el cargo de presidente del Tribunal Supremo durante la Guerra Civil (1936-1939). Hombre de profundas convicciones religiosas, de ideología liberal y partidario del republicanismo, manifestó su oposición a la dictadura del general Miguel Primo de Rivera.

## Biografía
Mariano Gómez González comenzó su carrera como docente universitario en la Universidad de Zaragoza como profesor ayudante. Obtuvo la Cátedra de Derecho Político de la Universidad de Valencia en 1915, siendo elegido rector de esta Universidad en 1931, pocos días después de la proclamación de la Segunda República. Un año después fue designado magistrado de la Sala VI, de Justicia Militar, del Tribunal Supremo. Ostentando interinamente la presidencia de dicha sala tuvo que enjuiciar y condenar a los participantes en el intento de golpe de Estado encabezado por el general Sanjurjo que se produjo el 10 de agosto de 1932. Mariano Gómez González asumió de forma interina la presidencia del Tribunal Supremo el 21 de agosto de 1936 ya que su antecesor, Diego Medina, fue obligado a abandonar la presidencia antes de que finalizara su mandato por la tibieza mostrada cuando el gobierno solicitó una declaración de lealtad al régimen republicano del personal de la Administración de Justicia a causa del estallido de la guerra civil española. Al no poderse cubrir la vacante en la presidencia a causa de la guerra, Mariano Gómez González se mantuvo en este puesto a pesar de haber accedido a él de forma provisional.
Su compromiso con las instituciones de la República española le empujó a presidir personalmente, sin nombrar un delegado, el primer Tribunal Especial aprobado por el gobierno después de que se produjera por motivos políticos una matanza de presos en la cárcel Modelo de Madrid el 23 de agosto de 1936. Con esta decisión el presidente del Tribunal Supremo logró salvar la vida a un considerable número de opositores al bando republicano; sin embargo, la decisión de presidir el Tribunal Especial fue una de las causas por las que fue estigmatizado después del triunfo del bando nacionalista. Mariano Gómez González también rechazó la oferta de encabezar un gobierno alternativo en Madrid después de que se trasladara el gobierno republicano a Valencia. En el mes de noviembre de aquel año, se inició el traslado del Tribunal Supremo a la capital valenciana debido a los avances del bando sublevado aunque se mantuvo una sección delegada en Madrid. En octubre de 1937 el Tribunal Supremo, junto al gobierno y el grueso de la administración, fueron evacuados de nuevo, en esta ocasión a Barcelona. El Gobierno de Burgos creó en el mes de agosto de 1937 su propio Tribunal Supremo, nombrando un año después como presidente al jurista Felipe Clemente de Diego, que continuó en dicho cargo al finalizar la Guerra Civil. En el mes de enero de 1939, al producirse la ocupación de Barcelona por el bando sublevado, Mariano Gómez González tuvo que exiliarse en Francia y posteriormente en Buenos Aires, ciudad en la que falleció en 1951.
| Predecesor: Diego Medina y García | Presidente del Tribunal Supremo 1936 - 1939 | Sucesor: Felipe Clemente de Diego |